# Naissance en 1276
Naissance
- 1272
- 1273
- 1274
- 1275
- 1276
- 1277
- 1278
- 1279
- 1280

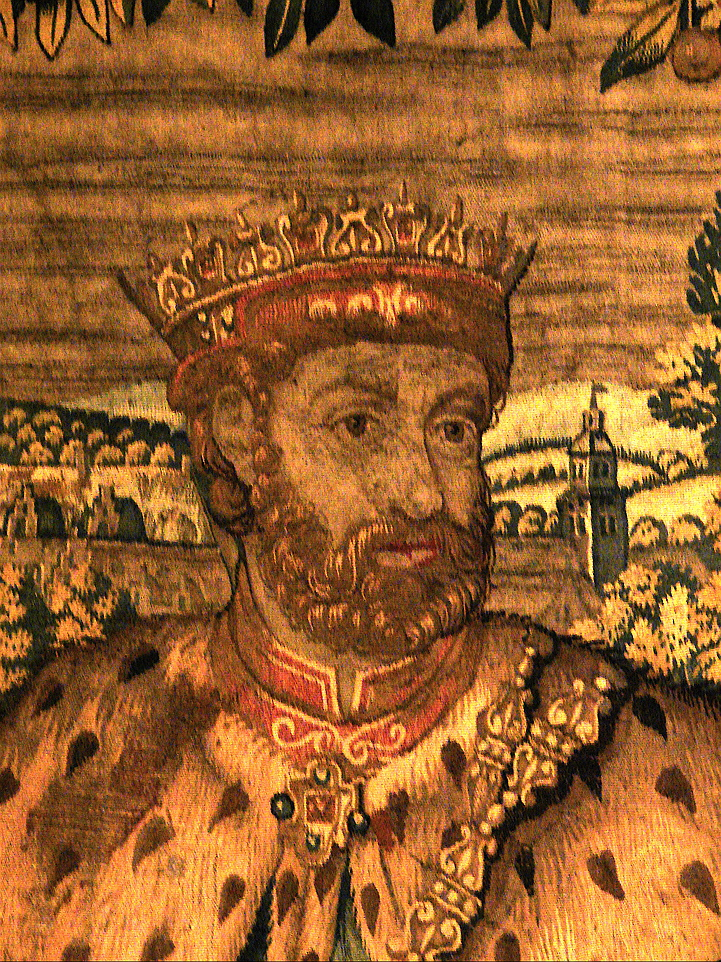
Christophe II de Danemark, né en 1276.

Cette page dresse une liste de personnalités nées au cours de l'année 1276 :
- 3 mai : Louis de France, ou Louis d'Évreux, comte d'Évreux, d'Étampes et de Beaumont-le-Roger.
- 29 septembre : Christophe II de Danemark, roi de Danemark.
- 4 octobre : Marguerite de Brabant, reine de Germanie.
- 19 octobre : Prince Hisaaki, huitième shogun du shogunat de Kamakura.

- Humphrey de Bohun, comte de Hereford et comte d'Essex.
- Ichijō Uchisane, noble de cour japonais (kugyō) de l'époque de Kamakura.
- Sanche de Majorque, roi de Majorque, comte de Roussillon et de Cerdagne, seigneur de Montpellier.
- Smbat d'Arménie, roi d'Arménie.
- Trần Anh Tông, empereur du Đại Việt (ancêtre du Viêt Nam).

## Crédit d'auteurs
- Cet article est partiellement ou en totalité issu de l'article intitulé « 1276 » (voir la liste des auteurs).